# Strumaria tenella
Strumaria tenella là một loài thực vật có hoa trong họ Amaryllidaceae. Loài này được (L.f.) Snijman miêu tả khoa học đầu tiên năm 1994.